# Alemannenschule Wutöschingen

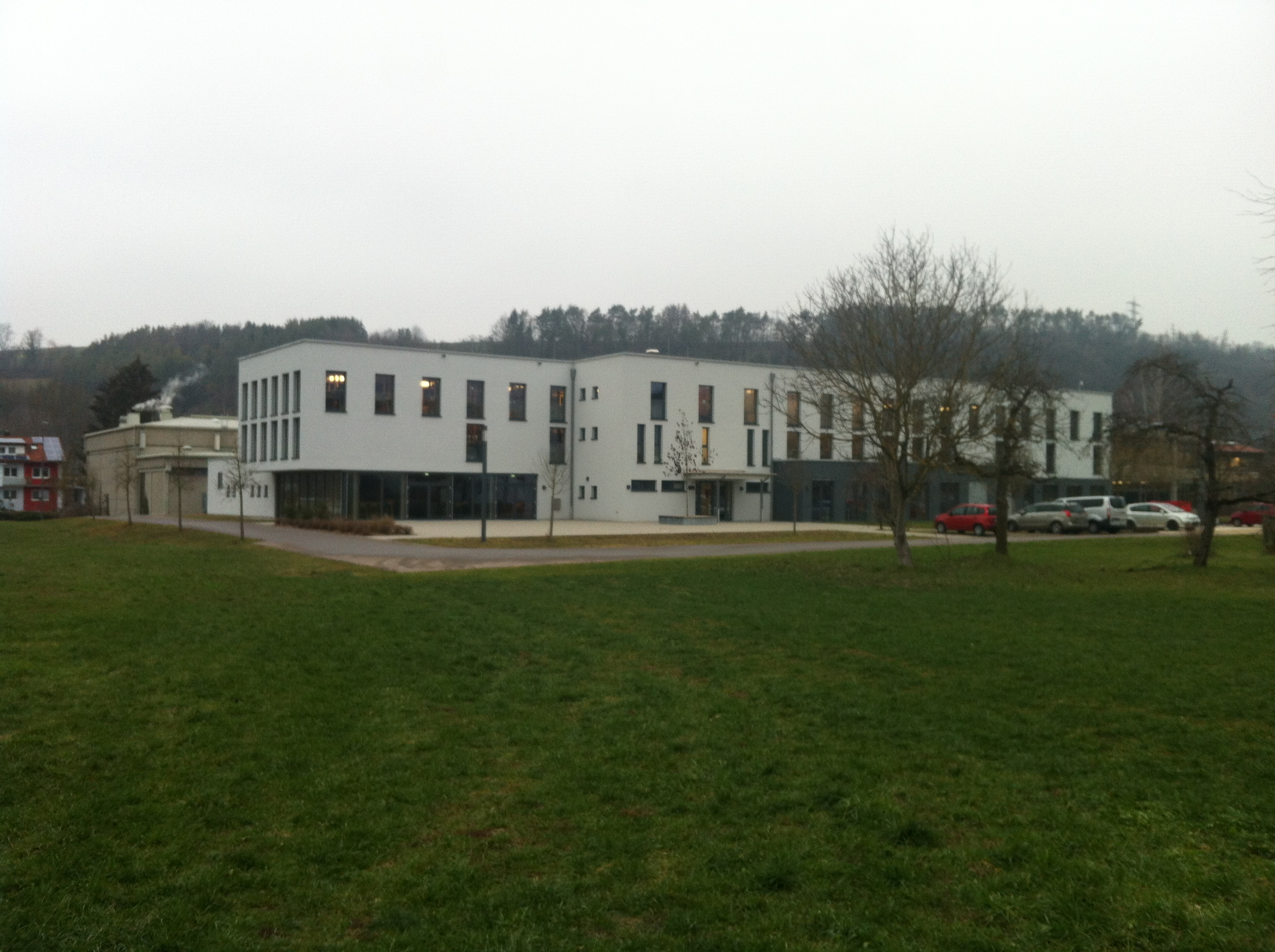
Das ‚Weiße Haus‘, Hauptgebäude der Gemeinschaftsschule

Die Alemannenschule Wutöschingen (ASW) in der Gemeinde Wutöschingen, im Landkreis Waldshut in Baden-Württemberg, ging 2011 als Gemeinschaftsschule aus einer Grund- und Werkrealschule hervor.
Mit Genehmigung durch das Kultusministerium Baden-Württemberg vom Oktober 2018 wurde die ASW ab dem Schuljahr 2019/2020 mit einer gymnasialen Oberstufe erweitert.
Die Alemannenschule gilt als Vorreiter einer neuen Vorstellung von Lehren und Lernen in Verbindung mit einer der pädagogischen Konzeption angepassten Architektur der Schulgebäude.
Die im Schulalltag der ASW entstandene und in Kooperation mit anderen Schulen (im sogenannten „Materialnetzwerk“) binnen 10 Jahren entwickelte digitale Lernumgebung „DiLer“ ist mittlerweile institutionell und staatlich anerkannt und europaweit verbreitet.
Die Schule unterrichtete im Schuljahr 2019/2020 159 Grund- und 491 Gemeinschaftsschüler.
Von 2005 bis 2024 war Stefan Ruppaner Rektor der Alemannenschule.

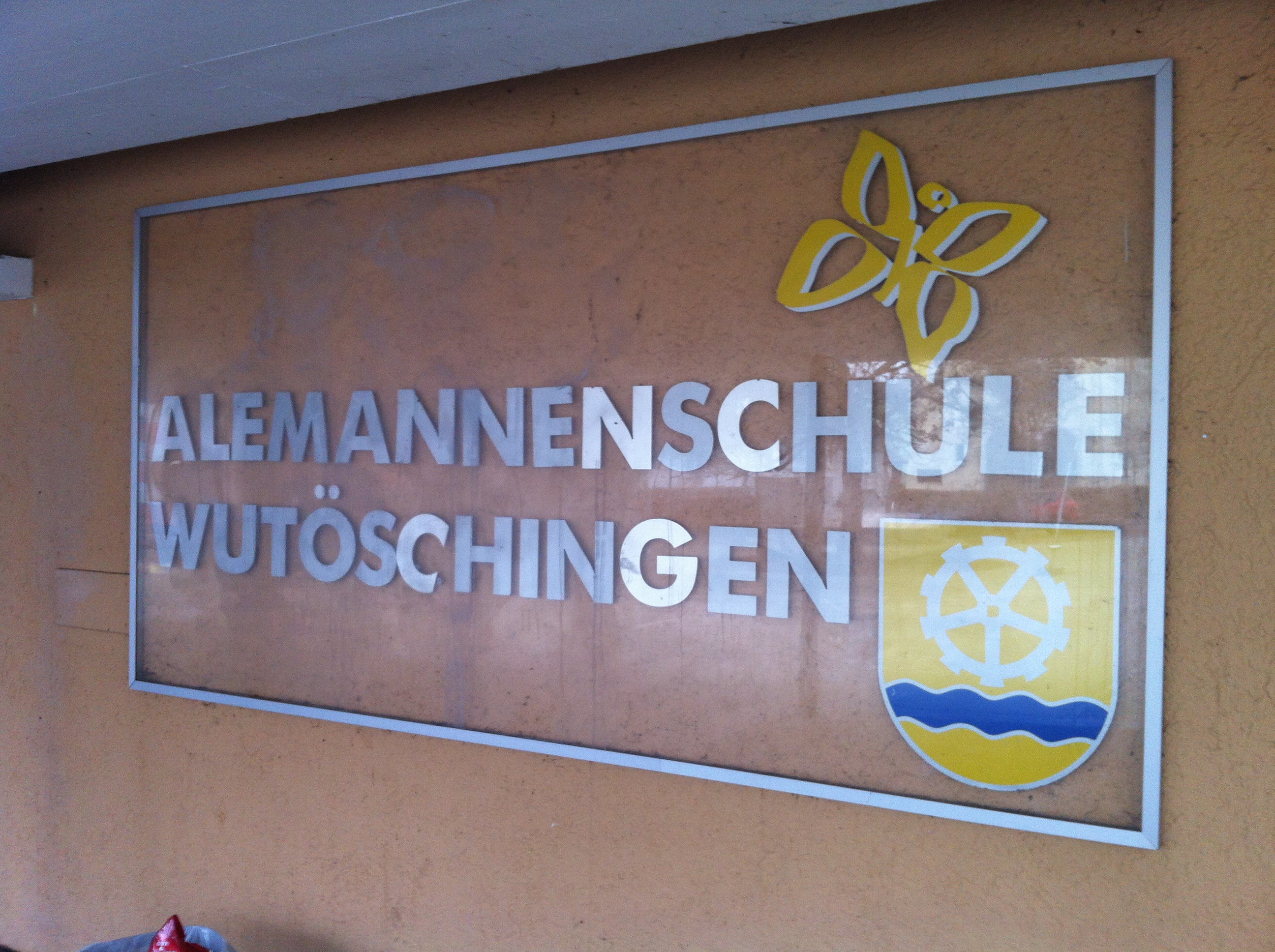
Schriftzug und Logos beim Schulplatz

## Aktuelle Entwicklung
Nach Einführung der gymnasialen Oberstufe (Sekundarstufe II) im Schuljahr 2019/2020 konnten im Juli 2022 die ersten Abiturzeugnisse mit einem Gesamtdurchschnitt von 1,7 an 20 Abiturienten ausgegeben werden. 11 sind auch Preisträger. Aufgrund der Premiere übergab Regierungspräsidentin Bärbel Schäfer in einer Feierstunde die Zeugnisse. Mit Schulleiter Stefan Ruppaner und Bürgermeister Georg Eble wurde auch des gemeinsamen Engagements zur Durchsetzung des „Erfolgsmodells“ gedacht. Eble fand auch „klare Worte für alle Kritiker: ‚Ihnen wurde gezeigt, dass hier Abitur möglich ist, und ihnen wurde damit eine Klatsche erteilt!‘“
Wenige Tage zuvor fand die Einweihung des neuen Schulgebäudes für die Sekundarstufe statt: Der Neubau „erfolgte in 18-monatiger Bauzeit. Bis zur Fertigstellung der Außenanlagen hat der Bau 8,7 Millionen Euro gekostet, wobei 3,7 Millionen durch Zuschüsse abgedeckt sind.“
Zu dem ab dem 5. September begonnenen neuen Schuljahr konnte die Schule „15 neue Lehrer“ verpflichten, 12 Frauen und drei Männer. Mit den neuen „Familienklassen im Grundschulbereich […] werden die Kinder von 95 Lehrern unterrichtet.“ Aktuell werden 15 Geflüchtete „gemeinsam in einer Vorbereitungsklasse in der Mediathek unterrichtet.“

## Hintergrund
Die Geschichte der Alemannenschule steht nicht stellvertretend für Schulentwicklung im ländlichen Raum – sie fußt auf einer spezifischen Ortsgeschichte im Rahmen der frühen Industrialisierung und einer dadurch bedingten kommunalen Herausforderung, die auch zu einer Tradition im Zusammenwirken ortsansässiger Persönlichkeiten führte.

### Vorgeschichte

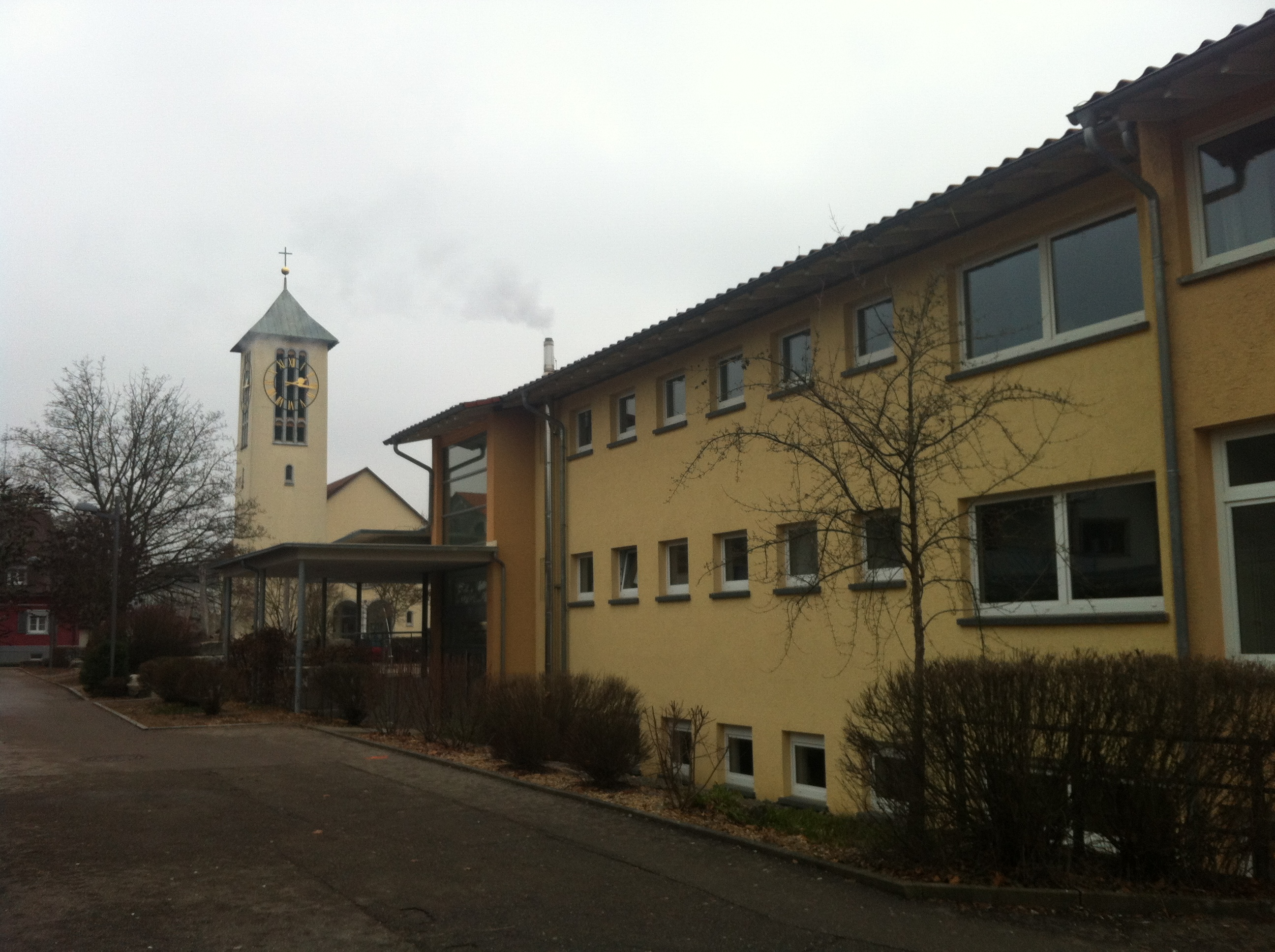
Das ‚Grüne Haus‘ der ASW

Die Alemannenschule war ursprünglich eine kleine bäuerliche Dorfschule in der Ortschaft Wutöschingen, die sich jedoch nach der frühen Ansiedlung eines Aluminiumwerkes mit den Kindern einer zugezogenen Arbeiterschaft konfrontiert sah. Dies prägte seitdem im Ort eine ungewöhnliche Aufmerksamkeit und bewirkte auch Erfahrung im Umgang mit ‚Schulproblemen‘. Auch heute ist Wutöschingen ein überregionales Zentrum der Aluminium- und Metallindustrie mit einem entsprechend soliden Haushalt.
Im Zuge der Gemeindereform 1975 wurde Wutöschingen zum Hauptort unter sieben Dörfern und die Alemannenschule zentraler Schulort ab der 5. Klasse; alle Schulpflichtigen der Umgebung, die nicht die weiterführenden Schulen (Realschule oder Gymnasium) besuchen konnten oder wollten, wurden nun mit den regulären Bahnbussen nach Wutöschingen gefahren. Die Hauptschule Wutöschingen war auch Anlaufstelle für die Schüler, die es nicht schafften, auf den weiterführenden Schulen zu verbleiben; unter anderem führte dies zu Klassengrößen mit über 30 Schülern, zeitweise gab es bis zu 3 Parallelklassen. Die Schule verfügte bereits über einen Physikraum, eine kleine Bibliothek und für den Sport die neu erbaute Sporthalle (Alemannenhalle) mit Außenanlage. Später wurde die Schule zur 2-zügigen Werkrealschule erweitert.
Eher zufällig wurde 2009 im Ort jedoch eine Studie über Schulentwicklung im Landkreis bekannt, die von einer Schließung der Alemannenschule wegen zu geringer Schülerzahlen ab der 5. Klasse bis 2017 ausging.
„Diese Studie war für uns die Initialzündung für die intensive Auseinandersetzung mit dem Thema Schulentwicklung […] wie niemals zuvor in unserer Ortsgeschichte.“
Siehe Kapitel: Chronologie der Alemannenschule ab 2009: Chronik

### Digitales Zeitalter
„Die erfolgreiche Integration digitaler Medien in den schulischen Alltag ist derzeit eine der zentralen Herausforderungen“, die nicht mehr mit den traditionellen Formen von Lernen und Unterricht vereinbar sei – dies war die Erkenntnis nicht nur von Fachautoren, sondern zunehmend auch von Lehrkräften und Verwaltungen:
In Deutschland sei selbst die Diskussion im internationalen Vergleich zwar „nur sehr schleppend“ geführt worden, doch könne es nicht darum gehen, „die digitalen Medien möglichst umfassend, aber blind und unreflektiert in den schulischen Alltag zu übernehmen.“ Diese Langsamkeit ermöglichte es anderseits, auf pädagogische Konzepte und Ideen zurückzukommen, die vor allem werteorientiert entwickelt worden waren – meist noch ohne die neuen technischen Möglichkeiten einzubeziehen. Diese führe zu einer Integration zahlreicher Aspekte, denn „der Einsatz digitaler Medien (führt) nicht per se zu nennenswerten, positiven Effekten“.
Öffentlichkeitsarbeit

Durch das große Interesse deutscher und zunehmend ausländischer Schulen an der selbst entwickelten Lernplattform DiLer und der gemeinnützigen Genossenschaft Materialnetzwerk eG (Kooperation von gegenwärtig 43 Schulen aus Baden-Württemberg) ist ein beständiger Austausch gewährleistet; hinzu kommt die Teilnahme an zahlreichen Veranstaltungen.

## Zusammenarbeit mit der Gemeinde
„Der wichtigste Kooperationspartner ist allen voran unser Schulträger, die Gemeinde Wutöschingen, die in ihrer Aufgabe als Schulträger als überregionales Vorbild gilt.“
Dies wurde von dem Schweizer Lernberater Peter Fratton, der zum Aufbau der Schulorganisation als Berater zur Verfügung stand, auch personalisiert:
„Das Wichtigste ist ein Bürgermeister, […] der dafür sorgt, dass der politische Wille umgesetzt wird, und sich nachher so einbringt, wie es viele vom eigenen Hausbau her kennen.“
Gemeinde Wutöschingen

Der Bürgermeister selbst bezog diese Funktion auch auf den Gemeinderat: Dieser habe „alle Entscheidungen, die mit der Gemeinschaftsschule im Zusammenhang standen, quer durch alle Fraktionen, jeweils einstimmig gefasst.“

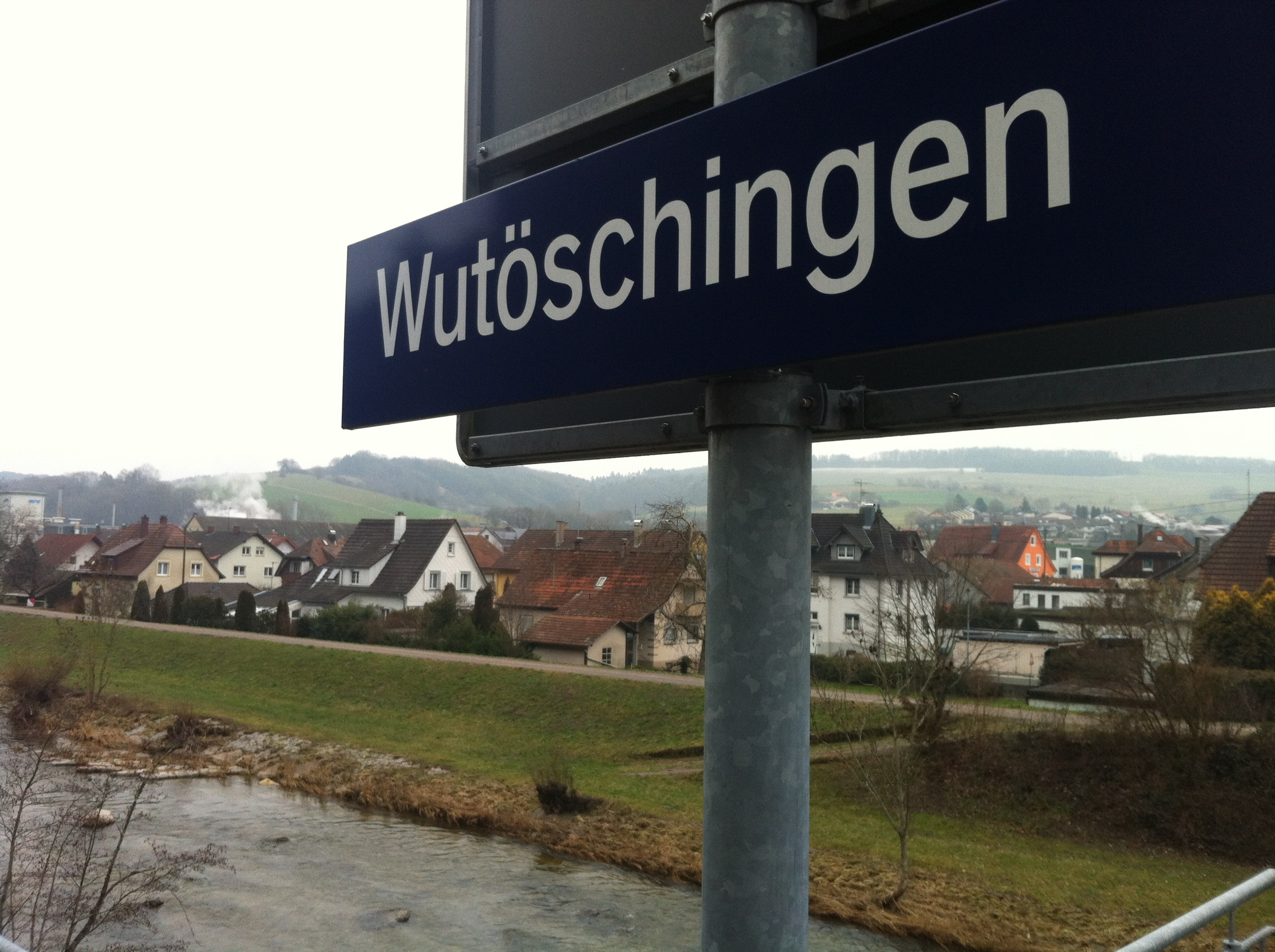
An der Bahnstation der Ortschaft

Dazu zählt auch die Verbesserung von Verkehrsverbindungen, so der Einrichtung eines Bahnsteigs an der lange stillgelegten Eisenbahnstrecke im Wutachtal – eine maßgebende Initiative zur Reaktivierung auch eines ‚Schülerverkehrs‘ seit dem September 2018 durch die Bahnbetriebe Blumberg.
Andere Unterstützer

Im langwierigen Auseinandersetzungsprozess um die Durchsetzung der Schulentwicklungspläne der letzten 10 Jahre gewannen Schulleitung und Bürgermeister nicht nur die einhellige Unterstützung des Gemeinderates, sondern neben den Institutionen der Bürgerschaft (Vereine und religiöse Gemeinschaften) auch die Solidarität von Firmen, wobei die Aluminium-Werke Wutöschingen (AWW) als traditionelles Unternehmen und größter Arbeitgeber regelmäßig mit finanziellen Spenden die Investitionen der Gemeinde unterstützen.
Ökonomischer Aspekt

Ein besonderer Kostenfaktor resultierte aus der Erkenntnis, dass die Baulichkeiten der neuen Schulform angepasst werden müssen: „So verstehen wir heute die Lernumgebung bzw. deren räumliche Gestaltung als den ‚dritten Pädagogen‘; denn die räumliche Gestaltung der Lernumgebung mit Schaffung einer Wohlfühl-Atmosphäre in unseren Lernhäusern, zwischenzeitlich drei an der Zahl, war eine unabdingbare Grundlage für das Gelingen unseres Vorhabens.“

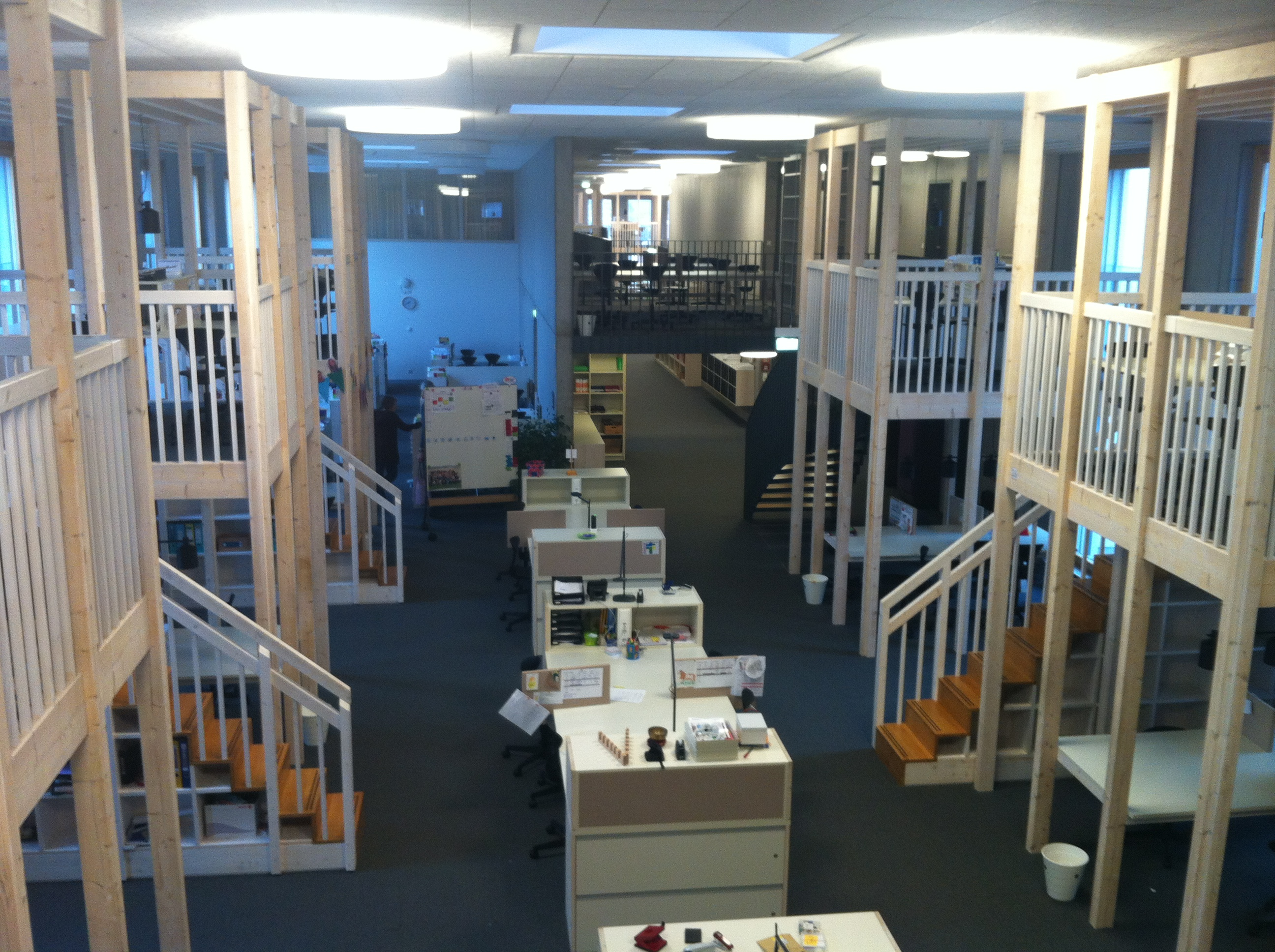
Innenraum „Weißes Haus“

Bereits parallel zur Antragsstellung zur Einrichtung der Gemeinschaftsschule 2011 wurde als Hauptgebäude das „Weiße Lernhaus“ geplant, das zu Beginn – bei 240 Schüleranmeldungen – mit „zwischen 7 und 8 Mio. Euro“ zu teuer erschien: „Noch eine Woche vor der Einreichungsfrist beim Regierungspräsidium Freiburg hatten wir keine Lösung für dieses Problem.“ Schließlich entstand die Idee, „das Schulgebäude in der räumlichen Ausdehnung nicht in die Länge, sondern in die Höhe zu ziehen, was deutlich kostengünstiger ist.“ Es entstand ein Schulgebäude, in dem die „Lernhäuser“ in Holzbauweise übereinander gebaut wurden – „Und über diese außergewöhnliche Planung konnten wir die Kosten auf 5,2 Mio. Euro reduzieren.“
Zur Einrichtung der gymnasialen Oberstufe ist seit 2018 ein weiteres Gebäude in Planung – hierfür veranschlagt die Gemeinde Kosten von sechs Millionen Euro. Der Bau wird noch 2019 beginnen, „mit der Fertigstellung rechnet die Schulleitung zum Beginn des Schuljahres 2020/21.“

## Das Bauensemble

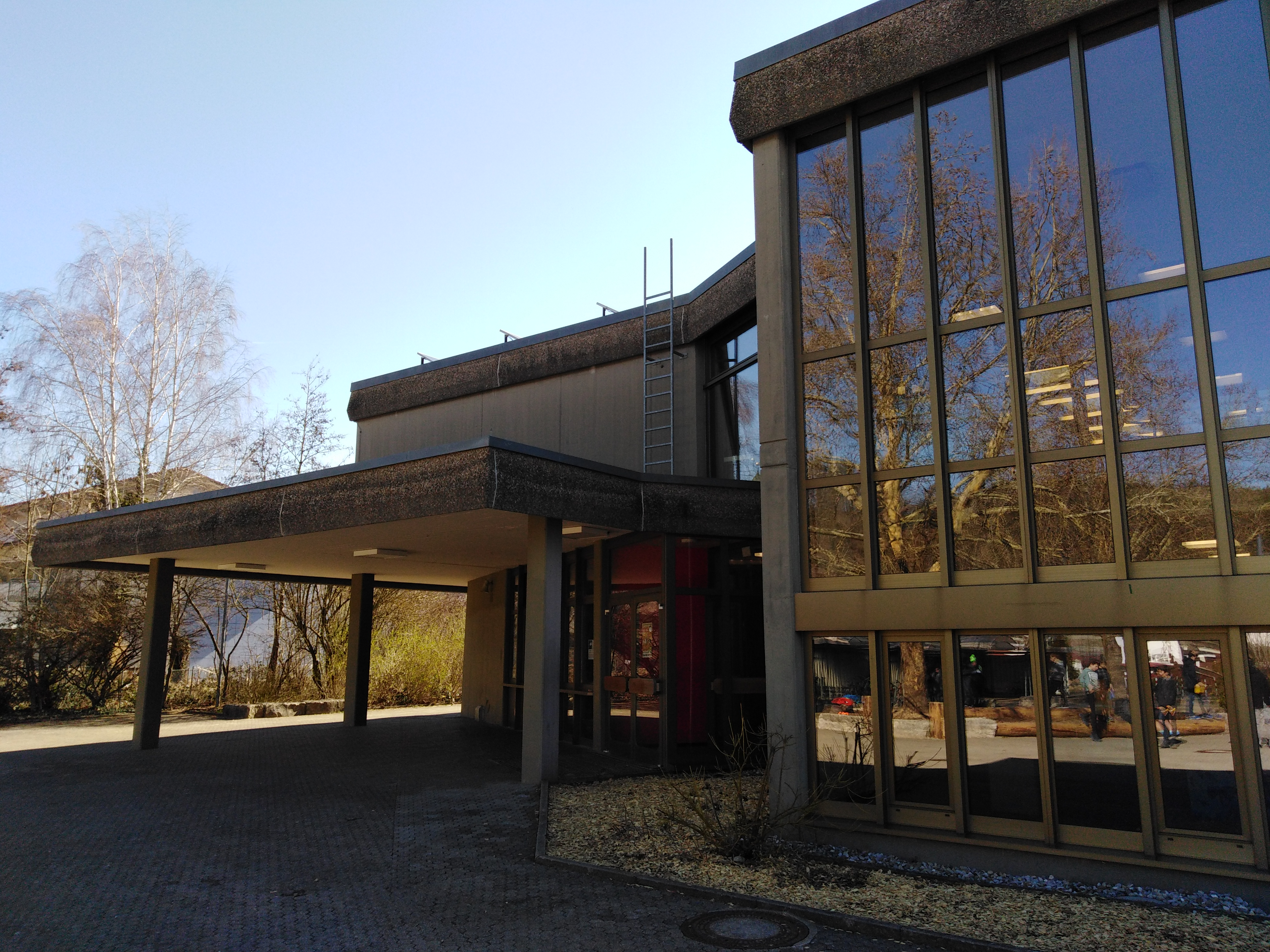
„Das Blaue Haus“ (Inputräume/Marktplatz/Lernateliers)

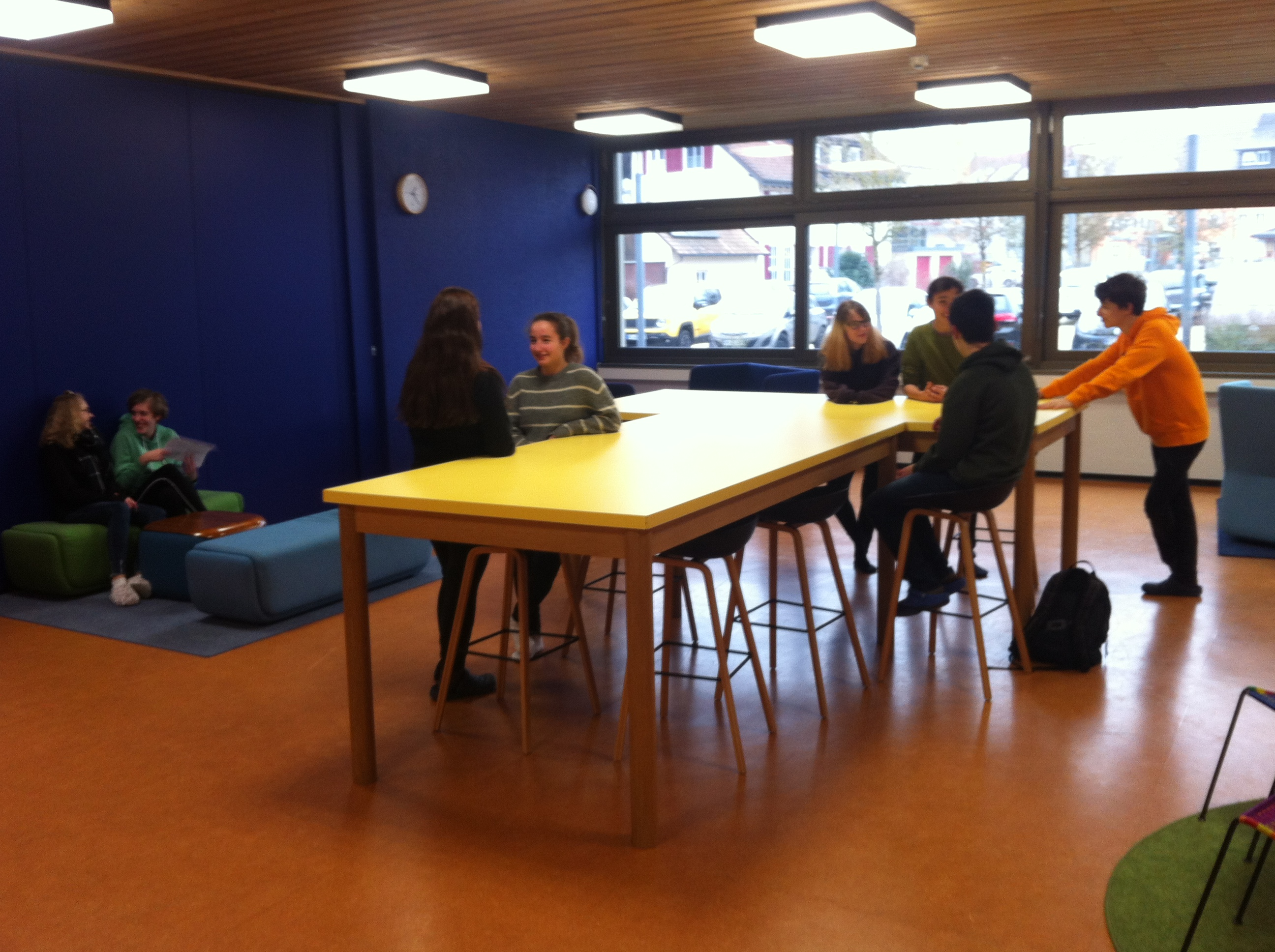
„Marktplatz“

Die Lernhäuser haben jeweils eine eigene Grundfarbe (weiß, blau und grün). „Im Erdgeschoss befinden sich Inputräume für die Hauptfächer sowie der kooperative Arbeitsbereich, der Marktplatz. […] Im oberen Stock befinden sich die Lernateliers, wo Flüsteratmosphäre herrscht.“
Lern- und Lebensräume

- In den Lernateliers hat jede(r) Lernende einen persönlichen Arbeitsplatz, der Marktplatz mit großen Tischen und (abschirmbaren) Sitzecken bietet Raum für gemeinsames Arbeiten, für Diskussion oder zu Vorträgen in kleinem Kreis.
- Mit Smartboards, Beamern oder großen Flachbildschirmen ausgestattete Inputräume stehen dem „herkömmlichen wissensvermittelnden Unterricht“ zur Verfügung, im Digitalen Lernraum haben die Lernenden Zugriff auf DiLer und das Internet.
- Der nachmittägliche Clubunterricht (dreistündige Kurse in Nebenfächern) findet oft ‚außer Haus‘ statt: themenbezogen im Sitzungssaal des Rathauses, in Räumlichkeiten der Kirchen und verschiedener Vereine, in der örtlichen Mediothek, in Betrieben, dem Seniorenheim, auf Bauernhöfen, im Wald oder am Flussufer.[13]
- Zu den in der Ortschaft nutzbaren Räumen zählt auch ein im Rathaus Wutöschingen für die Alemannenschule eingerichtetes „professionelles Filmstudio“ mit einer technischen Ausstattung von 7.000 €. Die Kosten teilen sich Gemeinde und der Förderverein der Alemannenschule.[14]
- Als „Lebensräume“ gelten verschiedene Räume für die Mittagsfreizeit.

Jeden Morgen ist die Schule ab 7 Uhr geöffnet und beginnt mit dem musikalischen Frühbeginn. In eigens dafür gestalteten Räumen bzw. im Probelokal des ortsansässigen Musikvereins kann individuell oder gemeinsam Musik gemacht werden („Bläserklasse“ „Orchester“, „Chor“). Um 8:15 Uhr beginnt die eigentliche „Lernzeit“.

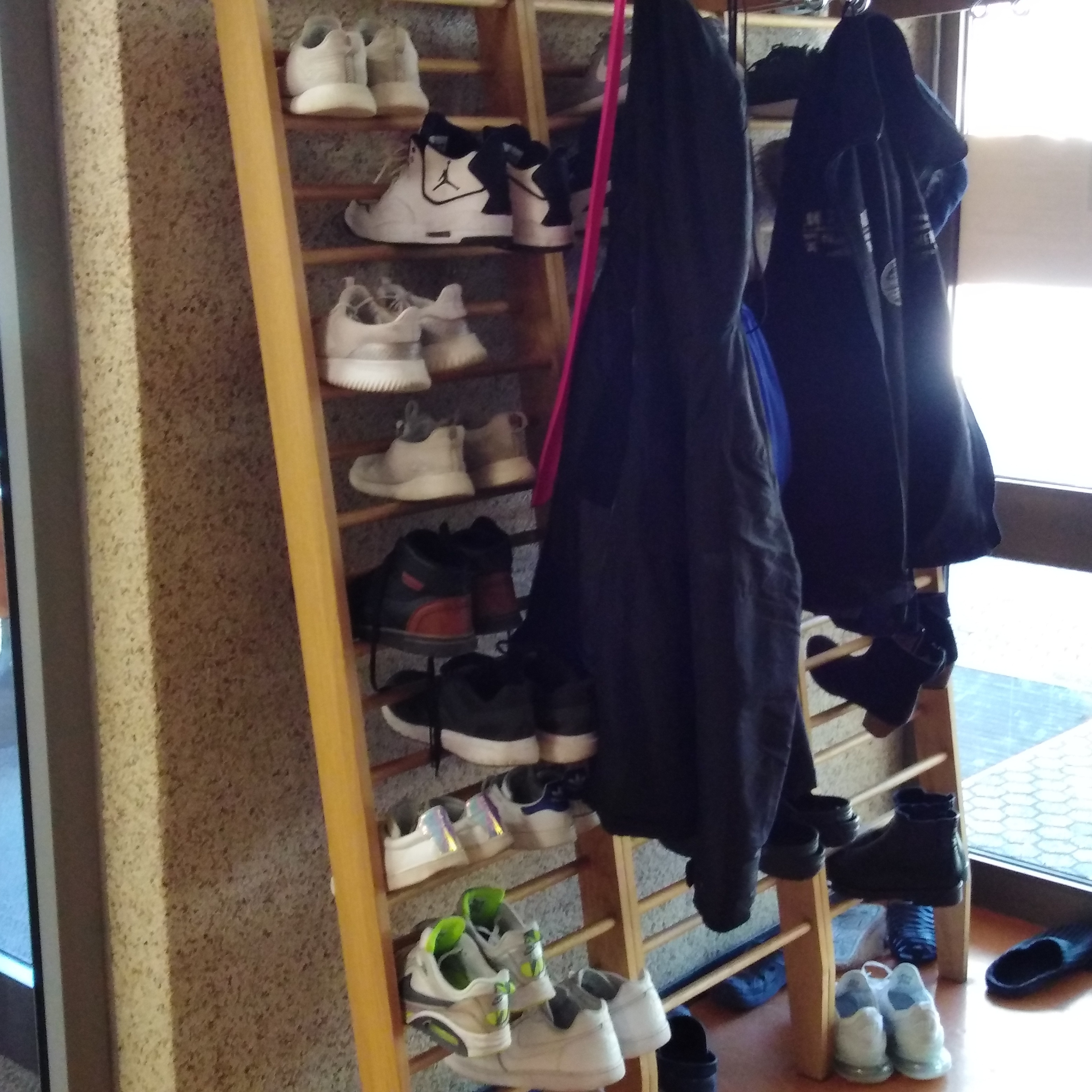
Schuhregal zur Ablage der Strassenschuhe

Die „Hausschuhkultur“ ist es, die eine „Flüstertonatmosphäre“ bewirkt, die lediglich auf den „Marktplätzen“ im Erdgeschoss aufgehoben ist.

## Pädagogisches Konzept
Die Konzeption der Alemannenschule, die im Hinblick auf den Betrieb der Gemeinschaftsschule entwickelt wurde, war eine der Grundlagen für die Genehmigung zur Einrichtung der gymnasialen Oberstufe: Anerkannt wurde der Modellcharakter der Konzeption, die räumliche und technische Ausstattung, die Ausrichtung der Bauten und Räume auf die Lernorganisation und die als außergewöhnlich festgestellte Unterstützung durch den Schulträger.
Die in Wutöschingen entwickelte Konzeption wurde autonom erstellt – d. h., die Schulleitung konnte sich nicht an Vorgaben von Land oder Bund anlehnen. Orientierung bot das Konzept der Inklusiven Pädagogik.

### Begriffsbildung
Tradierte Begriffe aus dem Schulwesen durch neue zu ersetzen, ist ein legitimes Verfahren, um Assoziationen, die sich seit Jahrzehnten in der Bevölkerung und vor allem bei Kindern und Jugendlichen mit bestimmten Bezeichnungen verbunden haben, aufzulösen.
- „Lernbegleiter“ und „Lernpartner“ ersetzen die Begriffe Lehrer und Schüler.
- Es gibt keine ‚Klassenarbeiten‘ oder ‚Tests‘ mehr, sondern Gelingensnachweise.

Zwar erscheint ein Begriff wie „Gelingensnachweis“ komplexer als „Test“, doch entscheidend sei eben die Assoziation, wie zwei Schülerinnen (11 und 13 Jahre alt) plastisch beschreiben: „Der Name wurde deshalb geändert, weil man normalerweise sofort die Krise bekommt, wenn man das Wort ‚Test‘ oder ‚Arbeit‘ hört.“
- Es gibt keine ‚Klassenzimmer‘ mehr, sondern Lernateliers, Inputräume, Marktplätze und außerschulische Lernorte.
- Lernpartner haben keinen festen Stundenplan, sondern einen wöchentlich geführten, individuellen Lernplan.

Die Prüfung von Lernfortschritten kann verschiedene Formen annehmen: schriftlich oder mündlich, als Präsentation, Rollenspiel oder Vorlesen – der Zeitpunkt dafür ist individualisiert: „Fühlt sich ein Kind bereit dazu, eine Kompetenz nachzuweisen, legt es einen Gelingensnachweis ab.“

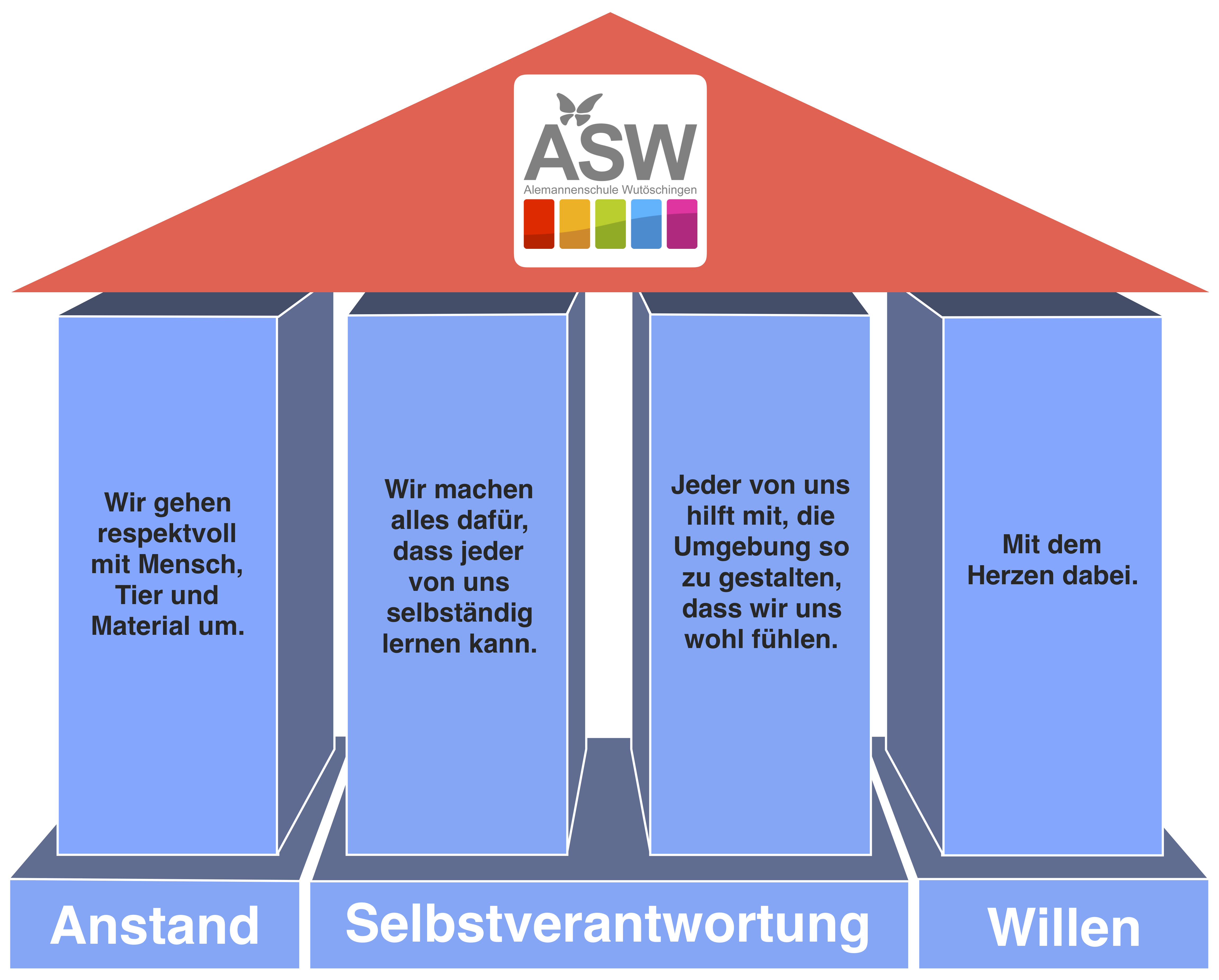
Leitbild und Grundsätze der ASW

### Grundlagen
Die Schule selbst definiert ihre Grundlagen auch mittels der eigenen Abkürzung „ASW“ in der Formel „Anstand, Selbstverantwortung, Wille“:
Anstand charakterisiert eine Haltung, die sich neben allgemeinen ‚zivilen‘ Umgangsformen vor allem auf die Akzeptanz aller Beteiligten im Hinblick auf das Regelwerk der Schule bezieht. Neben der Definition in der Abkürzung gibt es noch das Leitbild. Dieses ist nach Aussage der Schule „die Grundlage unseres Miteinanders und gilt für alle am Schulleben Beteiligten in gleichem Maße.“
Individuum und Gemeinschaft

Die Einsicht, dass „individuell gestaltetes Lernen“ persönliche Fähigkeiten besser aufgreift und darüber den eigenständigen Lernprozess optimieren kann, bedeutet keine Forcierung des (gesellschaftlichen) Individualismus, sondern wird als eine Qualität aufgefasst, die durch „kooperatives Lernen“ ergänzt wird, „damit das Zusammengehörigkeitsgefühl, das Erleben von Gemeinschaft und das von- und miteinander Lernen“ die einzelnen stärkt.

### Regelwerk
Dieses Zusammenspiel ist Grundlage der in ihren Einzelheiten ausdifferenzierten Konzeption eines selbstentwickelten Schul- und Unterrichtssystems, das versucht, eine fortschrittliche Pädagogik, die auf Selbstverantwortung basiert, mit einem Regelwerk zu verbinden, das nicht auf Zwang basiert, sondern motiviert, Orientierung bietet und gelegentlich Einsicht in für das Individuum ‚ungünstiges‘ Denken und Verhalten bewirkt. Das Konzept der ASW wird „Graduierungssystem“ genannt. Es definiert vier Lernstatus, die Lernpartner erlangen können (Neustarter, Starter, Durchstarter, Lernprofi). Je höher ein Lernpartner graduiert, umso mehr Eigenständigkeit und Zuverlässigkeit hat er über einen längeren Zeitraum bewiesen, womit er sich mehr Freiheiten und Rechte im Rahmen der Schule erarbeitet hat.

#### Leistungsnachweis
Das Regelwerk wird nicht plakativ in den Vordergrund gestellt – es ist jedoch präsent und bildet sich für die Lernpartner im Lauf der Zeit, doch oft auch überraschend schnell aus: Wer erklärt, er habe keine Lust zum Lernen, wird freundlich akzeptiert, doch bringt ihn diese Haltung bei Fortdauer schon bald zur Einsicht, dass er zwar nicht sanktioniert wird, doch über die regelmäßigen Gelingensnachweise sich statt im erwarteten „Expertenstatus“ gegebenenfalls zurück auf dem Lernniveau „Mindestanforderung“ wiederfindet. Eine Disziplinierung wird nicht vordergründig durch Notengebung bewirkt, sondern über die eigene Erkenntnis, dass der Anschluss verloren geht.
„Da es nur Sinn macht, in das nächsthöhere Niveau zu wechseln, wenn das vorherige Niveau wirklich durchdrungen wurde, brauchen die Kinder zum Bestehen eines Gelingensnachweises mindestens 25 von 30 Punkten.“ Bei Nichtbestehen wird das Problem mit der Lernbegleitung durchgearbeitet.
„Außerdem gilt es, die Lernpartner/innen in den wöchentlich stattfindenden [persönlichen] Lernberatungen darin zu unterstützen, das Lernen individuell so zu strukturieren, dass der Kompetenzerwerb ermöglicht wird.“
Die in den Hintergrund der Schulorganisation verlagerten Regelwerke – insbesondere der Umgang mit 'Prüfungen' – berücksichtigen, „dass Kinder individuelle Lernwege haben“, und gestehen den Schülern ein hohes Maß an „Selbstwirksamkeitserfahrung“ zu.

### Agierende Personen
Lernbegleiter und Lernpartner sind nicht nur eine ‚Umbenennung‘ der traditionellen Begriffe ‚Lehrer und Schüler‘, sondern verkörpern ein „neues Berufsbild“ als auch für Kinder und Jugendliche eine andere Form des Lernens.

#### Lernbegleiter
„Lernbegleiter/innen nehmen im Schulalltag die passivere Rolle, Lernpartner/innen hingegen den aktiven Part beim Lernen ein. So bereiten Lernbegleiter/innen die Lernumgebung für das Kind vor und dienen als verlässlicher Ansprechpartner im Lernprozess. […] Ein sofortiger Austausch und das Gefühl von ‚Dasein‘ wird hier ermöglicht.“
„Umfassende Anforderungen“ bei dieser Individualisierung der Betreuung stellt der notwendige Austausch der Lehrenden untereinander dar: Diese müssen von „ihrem bisherigen Lehrerbild als ‚Einzelkämpfer‘ Abschied nehmen und zum ‚Teamplayer‘ werden.“ Voraussetzung ist eine begleitete „Eingewöhnungszeit“ für „neue Kolleg/innen“: jede(r) erhält einen „Tandempartner“; Sitzungen („Teilkonferenzen“) finden wöchentlich zu einer festgelegten Zeit statt. „Als wertvoll erwiesen sich gemeinsame Aktivitäten außerhalb der Schule, an denen alle Kollegen des Teams teilhaben.“
Die Lernbegleiter sollen über die ihnen direkt zugewiesene Gruppe von 11 bis 14 Schülern, auch deren Dispositionen untereinander als auch mit anderen Gruppen im Blick und auch über einen engen Elternkontakt „einen direkten und regelmäßigen Austausch über das Lernen der Kinder“ ermöglichen.
Schulberater Fratton kritisiert „die Tatsache, dass eine Schule in Baden-Württemberg ihre Lehrer/innen nicht oder nur zu einem kleinen Teil selber auswählen darf. […] Wenn sich die zuständigen Ämter auch auf die Fahne schreiben, Helfer für eine kindgerechte Schule zu sein, müssen sie dafür sorgen, dass eine Schule wie die Alemannenschule alle ihre Lehrer/innen selber einstellen darf.“

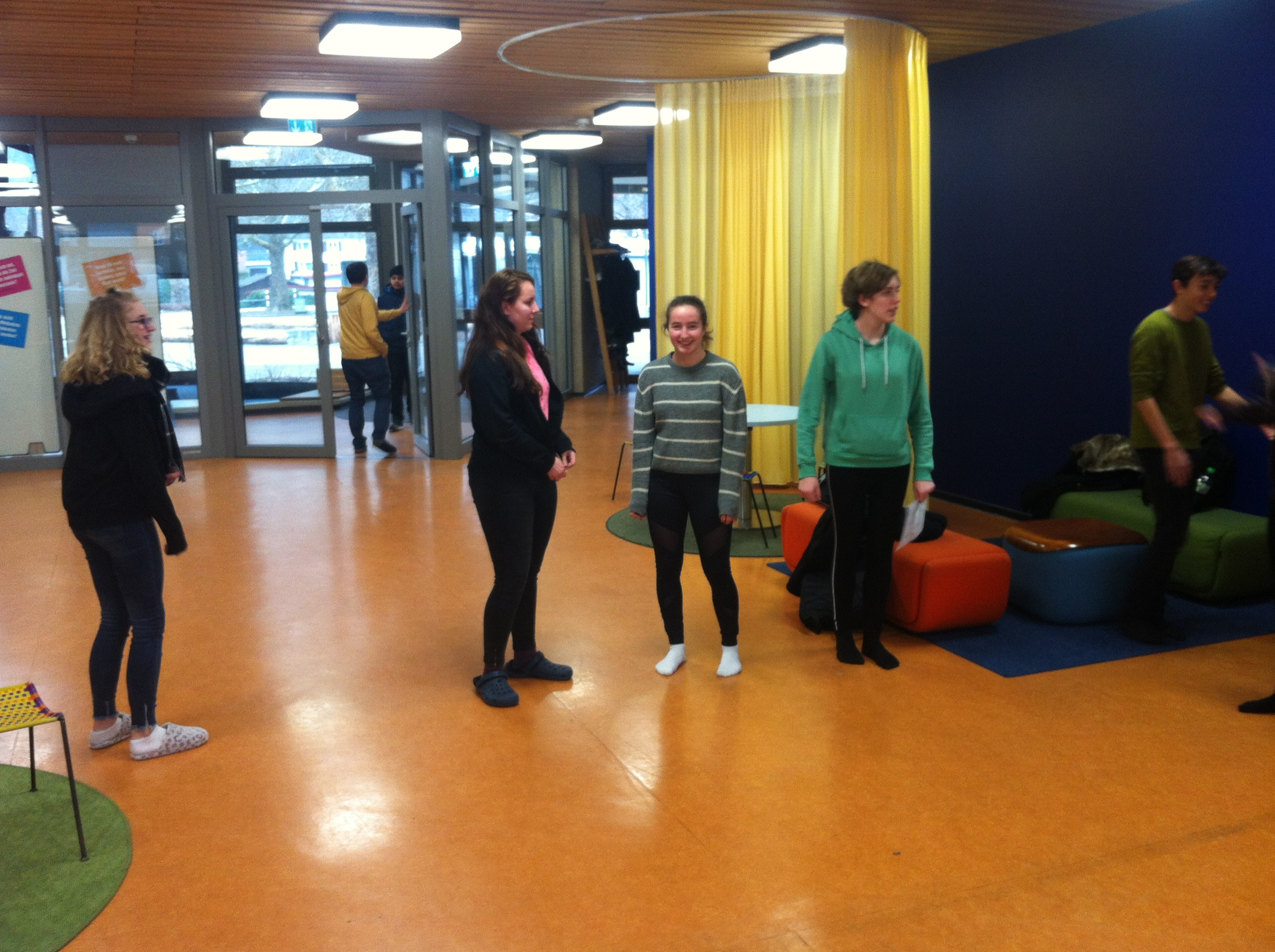
Lernpartner auf dem ‚Marktplatz‘

#### Lernpartner
Jeder Lernpartner – egal ob neu eingeschulter Fünftklässler oder zugezogener Zehntklässler – beginnt als Starter und erfährt „größtmögliche Unterstützung und Zuwendung durch seinen Lernbegleiter.“ Er kann im vorgesehenen Zeitrahmen selbstständig arbeiten und Gelingensnachweise nach Absprache absolvieren. Gelingen die Anforderungen, werden Starter – „graduieren“ – zum Durchstarter und können sich diesen Lernstatus ausbauen bis hin zum Lernprofi. In jedem Status kann selbstständiges Arbeiten erweitert werden; d. h., Lernprofis sind von verschiedenen Anwesenheitspflichten im Wissenserwerb befreit und können ihr Lernen in manchen Bereichen selbst zuhause weiterentwickeln. Durch Fehlverhalten oder mehrfaches Misslingen ist auch das „Degraduieren“ möglich (zum Neustarter). Der jeweilige Status ist mit einem Katalog von Rechten und Pflichten verknüpft, der sich neben der Leistungsbewertung auch auf Verhalten in Schule und Öffentlichkeit (das Leitbild) bezieht.

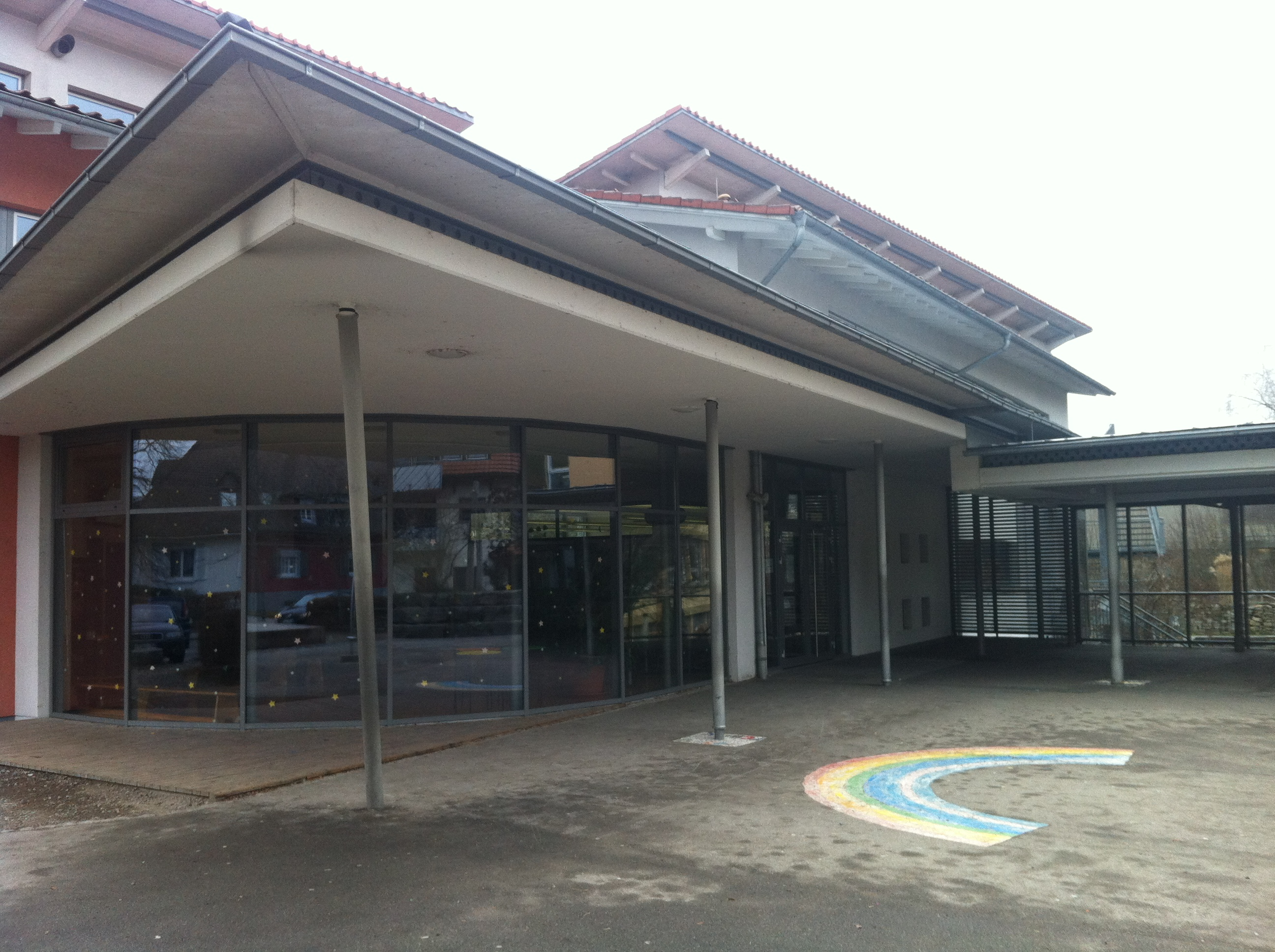
Grundschulgebäude (3. und 4. Klasse)

Die einem Lernbegleiter zugewiesene Lerngruppe ist altersdurchmischt und hat zwischen 11 und 14 Lernpartner. Jeder Fünftklässler bekommt „einen Paten aus seiner Lerngruppe, der ihn in die neue Lernform und Schule einführen und als Ansprechpartner zur Verfügung stehen“ soll. Eine positive Auswirkung besitzt diese Verantwortungsübernahme für die älteren Schüler, „an der sie auch wachsen“.
Der Alemannenschule Wutöschingen zugehörig sind zwei Grundschulen: die Klassen 1 und 2 werden im Ortsteil Degernau, die Klassenstufen 3 und 4 in Wutöschingen unterrichtet. Angeregt durch das Konzept der GMS und bei Feststellung der heute sehr verschiedenen Voraussetzungen der Schulanfänger, wurde auch dort mit der Übernahme einiger Prinzipien und Regelungen experimentiert. Eine Lehrerin plädiert aufgrund ihrer Erfahrungen, „dass dieses System des Lernens bereits in den Klasse 3 und 4 sehr gut funktionieren kann [… und] es ist notwendig, solch umfassende Strukturen, wie diese an der Alemannenschule etabliert sind, nicht nur vom Ende der Schullaufbahn her, sondern insbesondere ab Klassenstufe 1 zu denken.“

#### Qualifikanten (Fachleute)
Die Clubs (dreistündige, themenbezogene Einheiten, die sich über ein Trimester (ca. 12 Wochen) erstrecken) werden in jedem Trimester von den Lernpartnern gewählt, wobei der zuständige Lernbegleiter auf die Einhaltung der Stundenkontingenztafel (Anzahl der Mindeststundenzahl pro Fach und Schuljahr) achtet. Ihre Themen und die außergewöhnlichen „Lernorte“ (andere Räume in der Gemeinde, Natur, Fabrik) zielen außer auf die Wissensvermittlung auch auf ‚Horizonterweiterung‘ und Persönlichkeitsbildung. Die Initiatoren und Leiter dieser Unternehmungen werden als „Clubleiter“ bezeichnet.

#### Einbezug der Eltern
Um Kinder und Jugendliche in ihrem Lernprozess zu unterstützen, wird eine enge Zusammenarbeit von Elternhaus und Schule angestrebt. Dies erfolgt sowohl im persönlichen Gespräch als auch über digitale Kanäle (so auch in DiLer). Eltern können jederzeit in die Schule kommen, um Fragen zu klären.
Am 12. Februar 2019 stellte sich die Schulleitung sowie Bürgermeister Eble den informellen und auch kritischen Fragen der künftigen (Gymnasial-)Elternschaft in einer gut besuchten Info-Veranstaltung.

## Lernorganisation
Die eng im Verbund mit den Räumlichkeiten ermöglichte neue Form von Lehren und Lernen setzt organisatorische und stoff- bzw. inhaltsbezogene Strukturen voraus, die nun zeitgemäß digital basiert sind, wobei in Regalen und kleinen Bibliotheken auch Bücher, Broschüren und Zeitschriften präsent sind.

### Unterrichtsgrundlagen (Lernkonzeption)
Eine realistische Lernkonzeption muss davon ausgehen, dass gleichaltrige Kinder nicht pauschal denselben Anforderungen unterworfen werden können (‚Klassenzimmerprinzip‘), sondern, da sie sich auf verschiedenen „Lernniveaus“ bewegen (Fähigkeiten, Wissen, Lernbereitschaft), dementsprechend gefordert werden bzw. ihnen unterschiedliche Möglichkeiten zum Weiterkommen angeboten werden müssen.
Ausgehend von den drei Lernniveaus (Mindest-, Regel- und Expertenstandard) wurden entsprechende Unterrichtsmaterialien erstellt – von einem mit anderen Schulen gegründeten Netzwerk: „Auf Grundlage gemeinsam erarbeiteter Kompetenzraster […] entwickelte jede Schule Materialien für einen Kompetenzbereich in einer Schulstufe, stellte diese den anderen Schulen zur Verfügung und durfte im Gegenzug auf deren Materialien zugreifen.“ Konsequenz war, dass bereits verfügbare Lernplattformen dem differenzierten Anspruch nicht mehr genügen konnten, sodass „kurzerhand eine eigene ‚Lernumgebung‘, die Digitale Lernumgebung DiLer entwickelt wurde, die schon kurze Zeit später […] im Alltag der Lehrenden und Lernenden angekommen (war).“
Vermieden wird ein nach Altersklassen und einem gleichförmigen Zeit- und Lehrplan strukturierter „Lernfortschritt“ zugunsten persönlicher Entwicklungsprozesse der Schüler: „Zur Organisation des Lernens führt jede/r Lernpartner/in seinen eigenen Lernplan, der zu Beginn oder am Ende jeder Woche neu erstellt wird. Im Lernplan […] sind bereits ihre fixen Termine eingetragen.“
Obligatorische Fächer

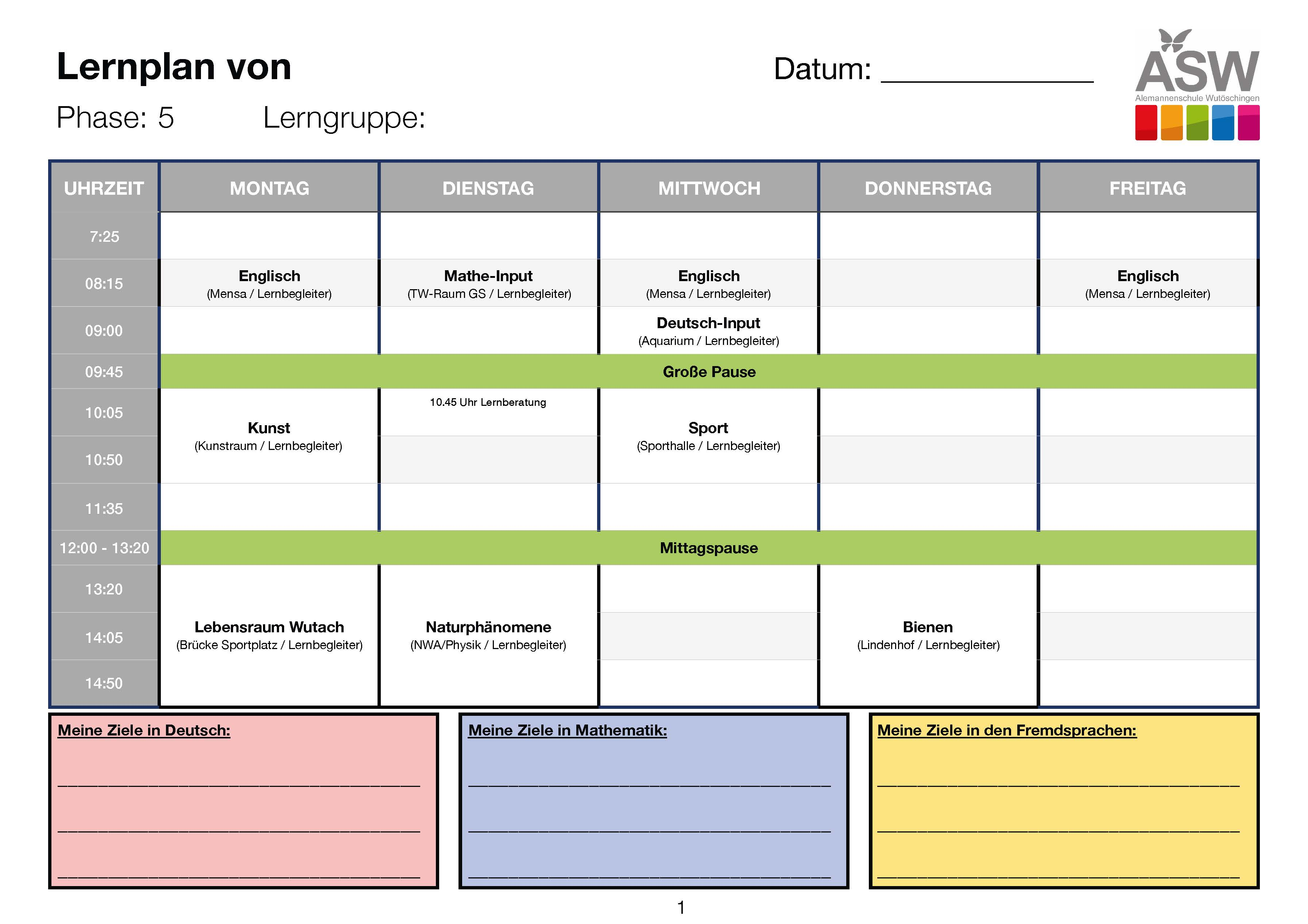
Formular Lernplan

Fixe Termine sind festgelegt (Englisch, Alltagskultur/Ernährung/Soziales, Naturwissenschaft & Technik) oder gewählt (Kunst, Sport, Musik, Club) und werden selbstständig eingehalten. Die übrige Zeit der Woche kann selbst verplant oder selbst eingeteilt werden (Deutsch, Mathematik, weitere Sprachen). Zur Reflexion wird freitags das Lerntagebuch geführt. Alles – auch das Protokoll der wöchentlichen Lernberatungen – wird auf der Lernplattform DiLer eingeschrieben.

### Digitale Lernumgebung (DiLer)
DiLer ist „die zentrale Plattform zur Bereitstellung von Bildungsinhalten und Kommunikationsstrukturen zwischen allen beteiligten Schulakteuren. [… Hier] werden Lernprozesse dokumentiert, Transparenz über den Leistungstand gegeben, Lerninhalte angeboten und der Kontakt zwischen Eltern, Lernpartnern und Lernbegleitern angeboten.“
Anfänglich wurde die Schulwebseite als kommunikative Plattform (mit Chat) zwischen Lehrenden, Lernenden und Eltern ausgebaut. Der nächste Schritt, eine „Lernplattform“ zur Organisierung von Unterricht und Materialien einzurichten, scheiterte am Angebot – eher „Verwaltungsplattformen für Lehrkräfte“, eher „kommerziell als pädagogisch ausgelegt“ –, und „keine einzige Plattform integrierte die Eltern“.
Ab 2011 hatte der Lehrer für Informationstechnik an der ASW sich mit diesen Fragen befasst, ein Kontakt mit „zuständigen Stellen“ führte jedoch zu keiner Reaktion. Der Gedanke der Eigenentwicklung einer Lernplattform fand Resonanz beim Bürgermeister und erhielt vom Gemeinderat einen finanziellen Vorschuss.

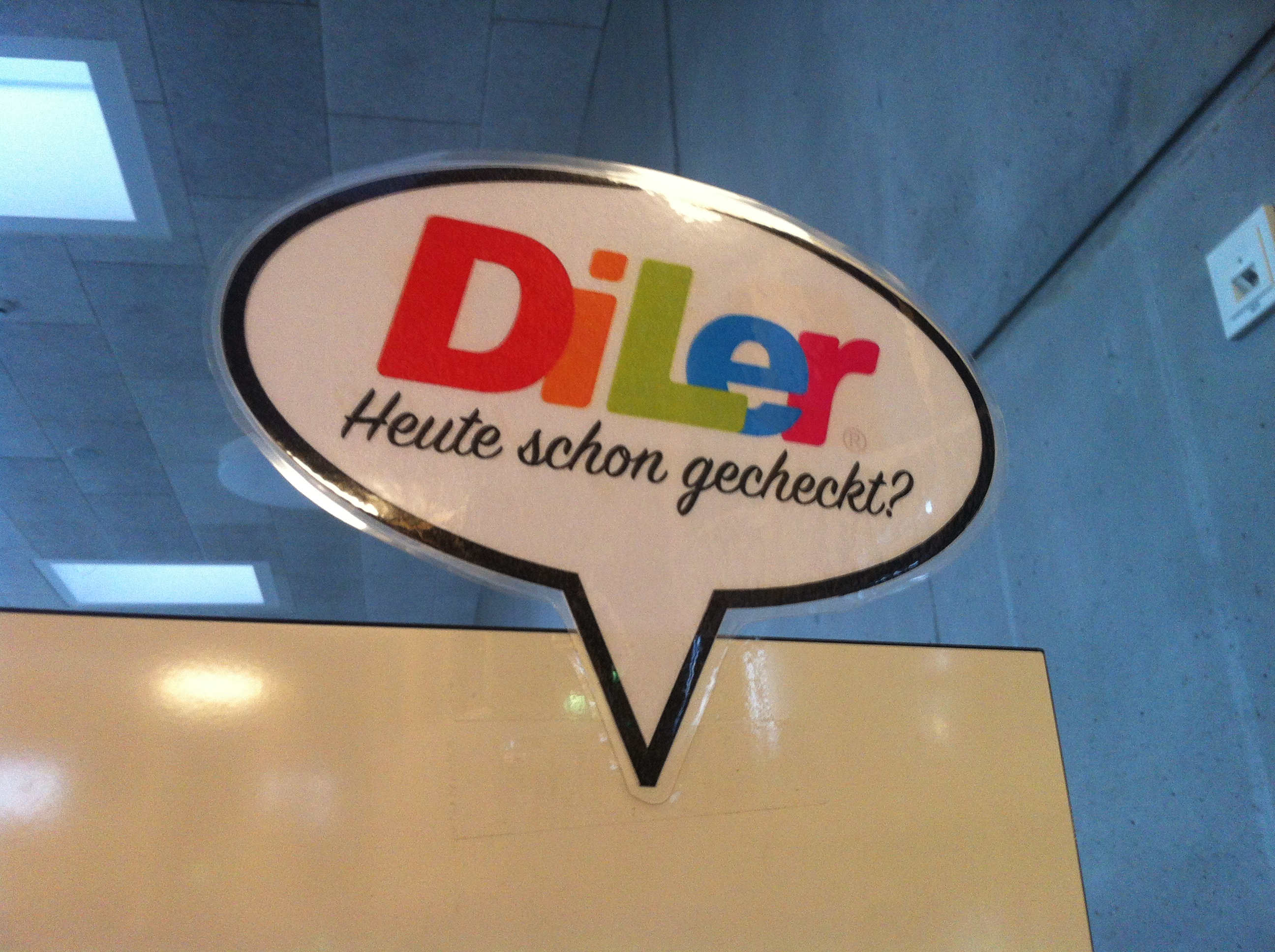
Symbol der „Lernumgebung DiLer“

Die nun DiLer genannte Plattform ist „ein quelloffenes Open Source LMS (Learning Management System) für kompetenzbasiertes Lernen, das von Lehrkräften, Schüler und Eltern genutzt wird. DiLer ist eine Webanwendung und funktioniert in allen modernen Internetbrowsern.“ Mittlerweile „wird die Software auch von Gymnasien und anderen Institutionen weltweit genutzt, eine Lösung für […] Universitäten befindet sich in der Entwicklung.“

### Einsatz der digitalen Technik
Der nächste Schritt – auch um Chancengleichheit herzustellen – war die Ausstattung der Schüler (und auch der Lehrkräfte) mit einheitlichen mobilen Endgeräten, die Wahl fiel auf iPads. Die technischen und organisatorischen Anpassungen nahmen zwei Jahre in Anspruch, dann funktionierte die Interaktion mit 500 Geräten (und mit einer dafür eingerichteten halben Stelle).
Aufmerksamkeit wurde darauf verwandt, den Schülern das Gerät als „Handwerkszeug“ zu vermitteln, auch nicht ‚zuhause‘ zu ausschließlich konsumtiver Verwendung (Spiele), sondern reflektiert als „Produktionsmittel“ zu nutzen – zu Texterstellung, Bildbearbeitung, zu grafischen ‚Montagen‘, zu verschiedenen Formen erzählerischer Darstellung.
Die Verwendung der iPads ist für die Lernpartner durch spezifische und differenzierte Verhaltensregeln definiert.
Auf der Ebene der Lernbegleitung wird das ASW-Wiki genutzt, das alle Informationen zur Organisation des Schulalltags wie Zuständigkeiten, Raum- und Veranstaltungsplanung, Protokolle und Terminpläne enthält.
Der Integrationsprozess der digitalen Medien „erreichte nach etwa sechs Jahren Entwicklung“ ein fortgeschrittenes Niveau, wird jedoch fortwährend weiterentwickelt.
Die persönliche Ausstattung der Lernpartner mit Tablets in der Alemannenschule erfolgt mit geleasten Geräten, zu denen die Elternschaft je Schüler mit 12 € monatlich beiträgt. Einen Anteil von 10 € an den Leasingkosten sowie die Wartung übernimmt die Gemeinde. Ein Gerätewechsel erfolgt nach 3 Jahren.

### Handhabung von DiLer
Durch die Bearbeitung von Texten seitens der Lehrenden „lassen sich (digitale Lerninhalte) leicht an unterschiedliche Leistungsniveaus anpassen. Dies ermöglicht eine Individualisierung von Lernprozessen, indem Lernenden Inhalte bereitgestellt werden, die ihrem persönlichen Kenntnisstand entsprechen.“
Während Texte in Lehrbüchern allenfalls durch neue Auflagen verändert werden können, lassen sich digitale Texte laufend erneuern bzw. aufgrund von Erfahrungen im Vermittlungsprozess anpassen.
Zudem können übers Internet verfügbare Formate wie YouTube oder Wikipedia unmittelbar eingebunden werden.

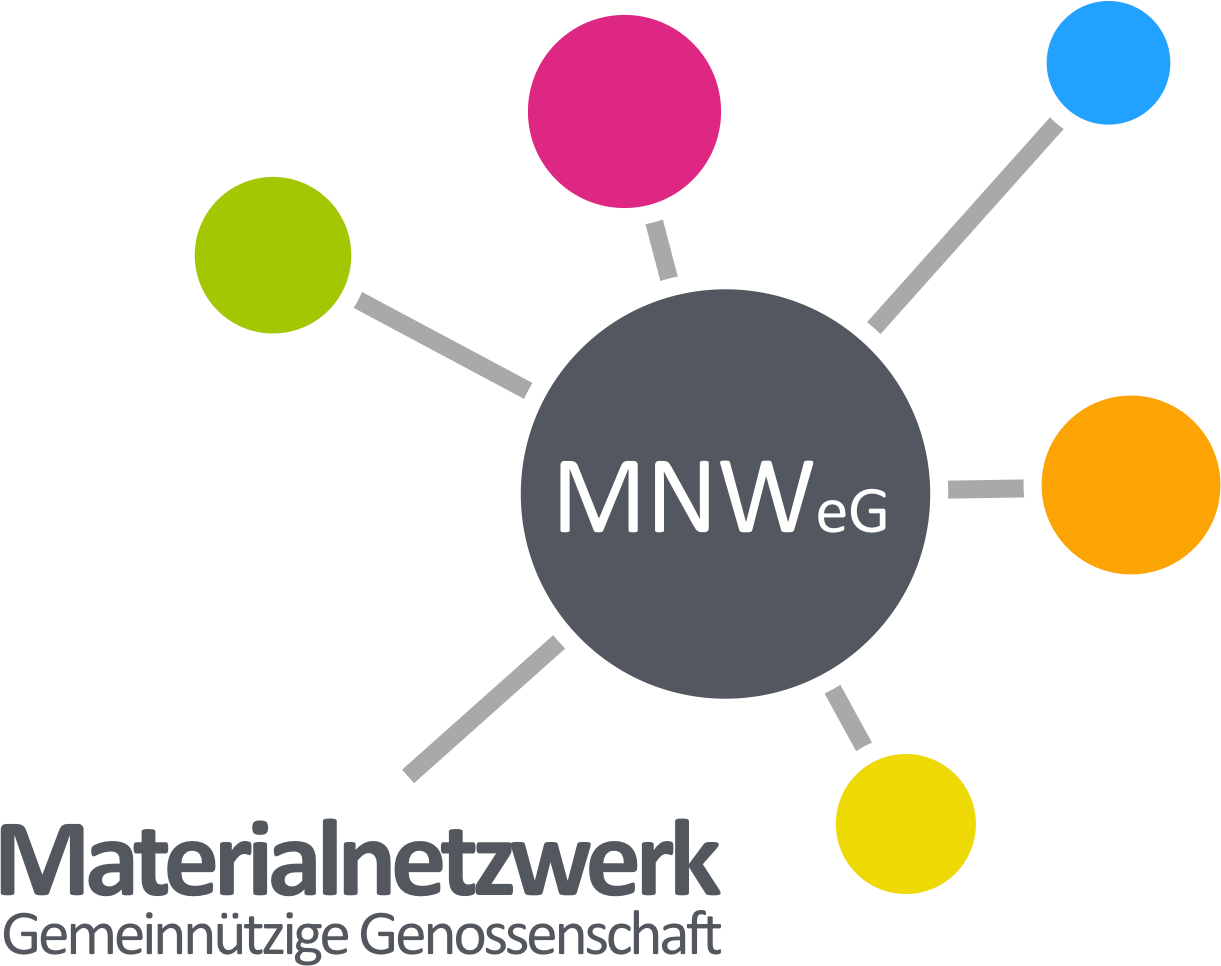
Logo Materialnetzwerk

## Materialnetzwerk
Nachdem das von der Alemannenschule initiierte Materialnetzwerk als loser Zusammenschluss von bis zu 43 Schulen aus Baden-Württemberg an organisatorische Grenzen stieß, wurde im Oktober 2018 die gemeinnützige Genossenschaft Materialnetzwerk eG gegründet.
Ziel ist die Bereitstellung qualitativ hochwertiger Lernmaterialien auf drei Niveaustufen als Open Educational Resources (Freie Lehr- und Lernmaterialien).

## Auszeichnung und Preisnominierung
- Auszeichnung als Apple Distinguished School als eine von elf Schulen in Deutschland mit technischer Unterstützung von 2018 bis 2021.[31][32]

Deutscher Schulpreis 2019
- Nach einer Vorauswahl im Dezember 2018 besuchte am 8. und 9. Januar 2019 eine vierköpfige Jury des Deutschen Schulpreises der Robert Bosch Stiftung/Heidehof Stiftung die Alemannenschule. Am 15. März 2019 erhielt die Schule die Nachricht, dass sie zu den 15 Finalisten um den Preis nominiert wurde. Am 5. Juni 2019 fand die Preisverleihung an sechs Preisträgerschulen statt, „es reichte immerhin zu einem von fünf zweiten Plätzen, die jeweils mit 25.000 Euro belohnt wurden.“ Bürgermeister Georg Eble, der auch Mitglied der 17-köpfigen Delegation im E-Werk in Berlin war: „Dieser Preis ist der Lohn für die Arbeit der vergangenen zehn Jahre.“ Rektor Stefan Ruppaner zum Preisgeld: „Ein Teilbetrag könnte in das im Aufbau befindliche Material-Netzwerk fließen.“ In Wutöschingen gab es „ein Public Viewing für Schüler und Lehrer.“[33]

### Deutscher Schulpreis 20/21 Spezial
- Die Alemannenschule war eine von 18 Schulen, die sich für die Endausscheidung zum Schulpreis Spezial qualifiziert hatten, der sich auf sieben Themen konzentrierte. Dabei wurden Schulen für besondere Konzepte während der Pandemie geehrt werden.[34]

## Präsenz bei Veranstaltungen (Auszug)
- 2014: International Conference on Computers in Education (Nara, Japan)
- 2017: didacta in Stuttgart (Bildungsmesse)
- 2017: Forum Bildung-Digitalisierung (Berlin)
- 2017: Didacta in Florenz (Internationale Bildungsmesse)
- 2018: EduCation (Mannheim)
- 2018: Bundeskongress Schulleitung (Dortmund)
- 2019: Bayrischer Schulleiterkongress (Kloster Banz)
- 2019: Forum Innovation in Education (Cairo)

## Chronik
2004 wurde in Baden-Württemberg erstmals die Forderung erhoben, „die Entwicklung von Schule weg von der Belehrungsanstalt hin zu einer pädagogischen Einrichtung zu fördern. (Ministerium BaWü, 2004).“
In Wutöschingen war ein im Rückblick hilfreicher Schock die ministerielle Drohung 2009, die ASW bis zum Jahr 2020 als weiterführende Schule [Werkrealschule] aufgrund zu geringer Schülerzahlen zu schließen (Studie des Fritz-Erler-Forums 2009). Da diese Schließung auch anderen Schulen des Landkreises Waldshut bevorstand, suchte Rektor Ruppaner Unterstützung, doch war die notwendige Kooperation der Bürgermeister nicht zu bewirken: „So war klar, dass die ASW gemeinsam mit der Gemeinde Wutöschingen zunächst allein versuchen musste, Schulentwicklung zu betreiben.“ Auch hier schlug der erste Versuch fehl, doch nachdem der Ernst der Lage bewusst wurde, „(erkannten) die Gemeinderäte und der Bürgermeister […] die Notwendigkeit der Investition in die Schule.“
Zwar wurde die Veränderung des Status der Schule noch zweimal abgelehnt, „doch dann kam der Regierungswechsel in Baden-Württemberg dazwischen.“

### Werkrealschule
„Im Schuljahr 2010/2011 wurde in Baden-Württemberg die Werkrealschule reformiert und auch die ASW wurde zur Grund- und Werkrealschule“ mit einer 10. Klassenstufe. Zielsetzung war nun, die Freiarbeit weiter auszubauen. Als Hauptproblem wurde jedoch im Kollegium der „Unterricht im Gleichschritt“ empfunden, der die Entwicklungsschere zwischen unter- und überforderten Schülern nicht verhindern konnte: „Spätestens in den Klassenarbeiten waren die massiven Unterschiede nicht mehr zu leugnen.“
Rektor und Kollegium der Alemannenschule wagten die Selbsthilfe: Nicht nur die „Freiarbeit als Ergänzung zum Unterricht“ wurde umgemodelt, sondern versucht, den „herkömmlichen Unterricht als Ergänzung zur Freiarbeit“ zu organisieren.
Mit „großem Rückhalt von den Eltern“, nach regem Interesse im weiteren Umfeld und der bereitwilligen Unterstützung durch den Schulträger, beschloss die ASW, da ihre „Arbeitsweisen mit der in Baden-Württemberg neu aufkommenden Schulform der Gemeinschaftsschule übereinstimmten, […] die Annahme als Gemeinschaftsschule“ zu beantragen.
2011 war von der Gemeinde Wutöschingen als Schulträger der Antrag auf Einrichtung einer Gemeinschaftsschule gestellt worden und sie wurde 2012/2013 als eine von 34 „Starterschulen“ in Baden-Württemberg eingerichtet.

### Gemeinschaftsschule
Direkt nach der Antragstellung 2011 – das erste Schuljahr sollte 2012/2013 beginnen – wurde mit der Umstellung in den zwei bestehenden 5. Klassen mit einem eigens angefertigten „Kompetenzraster, mit deren Hilfe das Kind sein individuelles Lernen selbst organisieren kann“, begonnen.
Grundsätzlich war den Beteiligten an der ASW „schnell klar, dass das pädagogische Konzept grundlegend überdacht werden muss: weg von einzelnen Klassen und Klassenzimmern, weg vom regulären Unterrichtsverständnis […] im Zuge dessen wurden letztlich vollkommen andere Räume benötigt, eine andere Rhythmisierung des Alltags für Schüler/innen wie Lehrer/innen.“
Gefordert waren zudem „entsprechende Kompetenzen im Umgang mit der Technologie“ und die Vermittlung des erforderlichen „umfassenden Prozess“ im gesellschaftlichen und auch lokalen Umfeld, denn: „Umgesetzt werden muss [.. dies] allerdings auf Grundlage der vor Ort gegebenen Rahmenbedingungen durch die einzelne Schule und den Schulträger.“
Im ersten Schuljahr erhielt die 5. Klasse der ASW 58 Anmeldungen, im zweiten Jahr 93 und im nachfolgenden 102.

„Doch der Widerstand und die Kritik von Schulen und Schulträgern aus benachbarten Gemeinden war sehr heftig. Unsere Schule bzw. die neue Schulform wurde massiv schlechtgeredet, auch seitens des Landkreises.“

Einsprüche gab es von der Stadt Waldshut-Tiengen, den Landkreisen Konstanz, Breisgau-Hochschwarzwald und Schwarzwald-Baar.
„Viele meiner Kollegen hatten uns anfangs belächelt […] Nur als die Lernpartner/innen unsere Schule und nicht mehr die wohlbekannten Schulformen wählten, da ist das Lächeln z.T. in unverhohlene Ablehnung umgeschlagen.“

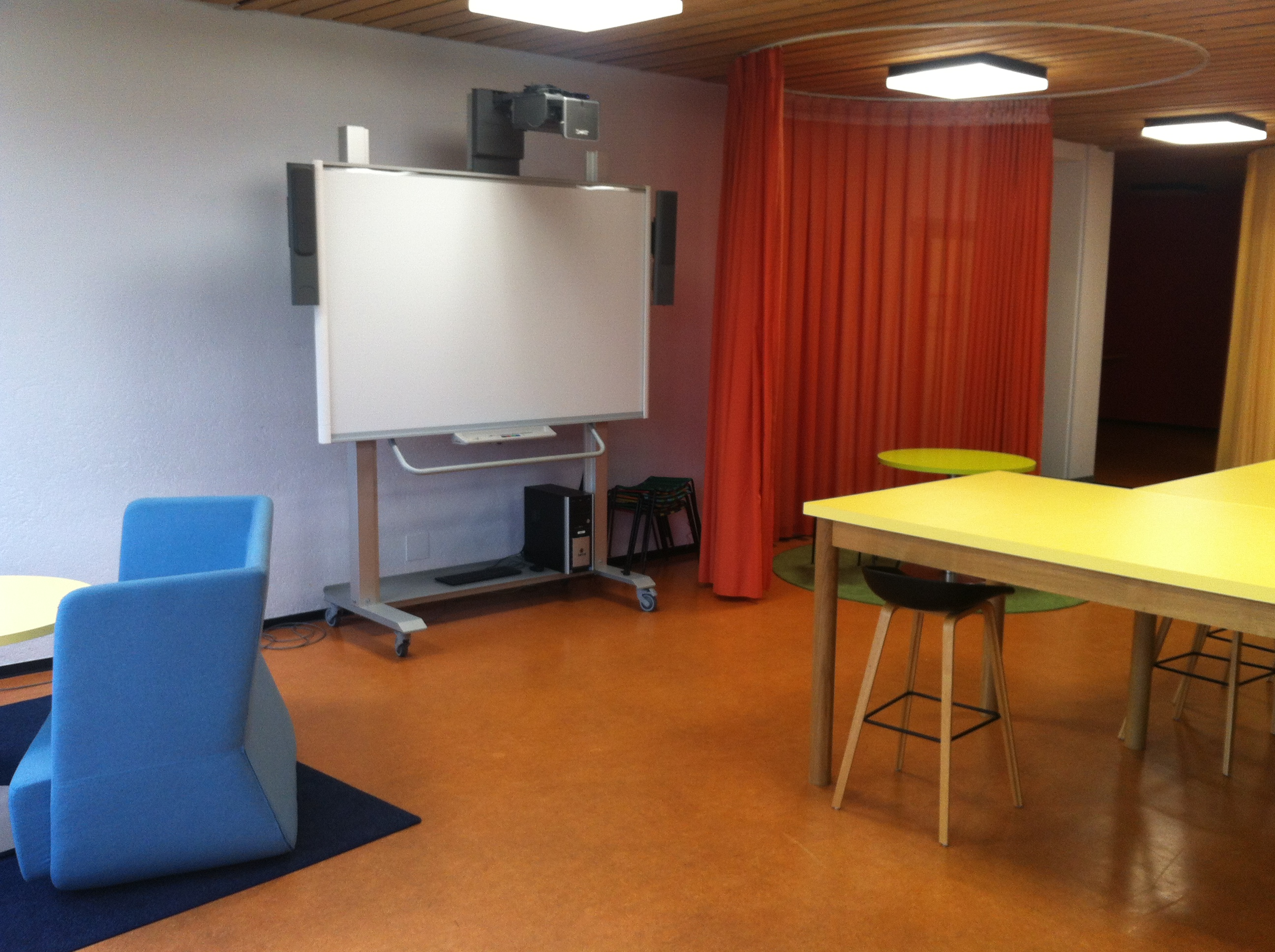
Lernzimmer „Inputraum“

### Umgestaltung der Schule
Intern wurde der ‚Schulumbau‘ konsequent betrieben: 2013 wurden die Computerräume aufgelöst und „zu offenen Computertheken umstrukturiert. Zeitgleich wurden alle Lernbegleiter mit MacBooks und iPads [.. und] Inputräume und Marktplätze mit Smartboards ausgestattet.“

„Auch wenn die Alemannenschule Wutöschingen im Vergleich mit anderen staatlichen und privaten Schulen im Bereich digitaler Medien sicherlich weit vorangeschritten ist, bin ich der Überzeugung, dass wir noch an der Oberfläche kratzen und gerade erst die notwendigen Grundlagen erarbeitet haben.“

## Entwicklung nach der Oberstufen-Erweiterung
Als eine von drei Gemeinschaftsschulen in Baden-Württemberg ist Wutöschingen mit der Oberstufe neben Konstanz und Tübingen „die erste im ländlichen Raum.“ Die Alemannenschule bot ab aktuellem Schuljahr 2019/2020 für eine elfte Klasse eine gymnasiale Oberstufe mit erstem Abitur-Jahrgang 2022 an.

### Erfahrungen in der Coronakrise
Durch die komplette Ausstattung der Schüler (Lernpartner) mit Tablets und deren Erfahrung damit im normalen Unterricht, funktionierte auch während der vollständigen Schließung vor und nach den Osterferien die Kommunikation über die zentrale Lernplattform der ASW:

„Die Rückmeldung von Eltern sei positiv gewesen. ‚Ich könnte mir für die Zukunft sogar vorstellen, dass die Schüler ein bis zwei Tage ausschließlich zu Hause lernen, das brächte gerade für die Kinder und Jugendlichen und deren Familien Vorteile und wäre gut für die Psyche‘, ist [Rektor] Ruppaner überzeugt.“

## Lehrer und Schüler

### Schüler
- Frank M. Scheelen, (* 1962) Unternehmer

### Lehrer
- Hans Ruppaner (1927–2010), Rektor a. D., Kommunalpolitiker, Chorleiter, Heimatforscher, Fotograf, Kulturveranstalter und Bundesverdienstkreuzträger[42]